# Liên hoan phim quốc tế Hà Nội lần thứ 4
Liên hoan phim quốc tế Hà Nội lần thứ 4 là lần thứ 4 tổ chức của Liên hoan phim quốc tế Hà Nội với khẩu hiệu "Điện ảnh - Hội nhập và phát triển bền vững". Liên hoan phim khai mạc vào ngày 1 tháng 11 năm 2016 và bế mạc vào ngày 5 tháng 11 năm 2016 tại Cung Văn hóa Hữu nghị Hà Nội. Liên hoan phim quốc tế Hà Nội lần thứ 4 thu hút 550 bộ phim đăng ký tham dự, trong đó có trên 300 phim dài và trên 200 phim ngắn từ hơn 40 quốc gia và vùng lãnh thổ. Ban Tổ chức đã chọn được 146 bộ phim từ 43 quốc gia, vùng lãnh thổ để tham dự các chương trình liên hoan. Điện ảnh Việt Nam góp mặt trong tất cả các hạng mục tại Liên hoan phim với 29 bộ phim trong đó có 2 phim dài, 10 phim ngắn và 17 phim ở các thể loại được chọn chiếu trong chương trình Toàn cảnh điện ảnh thế giới, Phim Việt Nam đương đại và Chùm phim ASEAN.

## Tổ chức
Liên hoan phim diễn ra từ ngày 1 tháng 11 đến ngày 5 tháng 11 năm 2016, với các hoạt động như chiếu phim, giao lưu nghệ sĩ – khán giả, tọa đàm, hội thảo, trại sáng tác, chợ phim... tại Trung tâm Chiếu phim Quốc gia, các rạp Kim Đồng, Tháng Tám, Ngọc Khánh, cụm CGV Vincom Nguyễn Chí Thanh, cụm CGV Mipec Tower 229 Tây Sơn... Lịch chiếu, chương trình cụ thể sẽ có tại các rạp chiếu. Đặc biệt, sẽ có buổi chiếu phim ngoài trời giới thiệu các tác phẩm tiêu biểu đến từ các nền điện ảnh Italia tại quảng trường Cách mạng Tháng Tám. Kèm theo hoạt động chiếu phim ngoài trời là trình diễn thời trang (đối với các buổi chiếu phim của Italia, Việt Nam), và gặp gỡ ngôi sao điện ảnh (các buổi chiếu phim Hàn Quốc).
Liên hoan phim năm nay thu hút hơn 500 bộ phim trong đó có gần 300 phim dài và hơn 200 phim ngắn từ hơn 40 quốc gia và vùng lãnh thổ như Yemen, Philippines, Nhật Bản, Bỉ, Israel, Pháp, Hungary, Brazil, Ấn Độ, Tây Ban Nha, Đức, Nga, Anh, Chile, Cambodia, Sri Lanka, Na Uy, Ghana, Kazakhstan, Hàn Quốc, Đài Loan, Trung Quốc, Serbia, Mexico, Thụy Điển, Hàn Quốc, Iran, Mỹ, Balan, Séc, Slovakia, Colombia, Thổ Nhĩ Kỳ... và các nước thành viên ASEAN đăng ký gửi đến dự thi.
Nghi lễ – Cung Văn hóa Lao động Hữu nghị Việt - Xô:
- Lễ khai mạc, 1 tháng 11
- Lễ bế mạc, 5 tháng 11

Hoạt động chuyên môn – Khách sạn Daewoo Hà Nội:
- Triển lãm của Viện phim Việt Nam: Bối cảnh Việt Nam trong phim nước ngoài, 1–5 tháng 11
- Trại sáng tác HANIFF và Chợ dự án phim được tổ chức song song, 1–4 tháng 11
- Tọa đàm:
  - Hợp tác sản xuất, phát hành phim giữa nước thành viên ASEAN, 4 tháng 11
  - Điện ảnh Ấn Độ – hợp tác và phát triển, 3 tháng 11
- Buổi giới thiệu phim Đảo của dân ngụ cư / The Way Station, 4 tháng 11

Chiếu phim tại các rạp – Trung tâm Chiếu phim Quốc gia, Rạp Tháng Tám, rạp Kim Đồng, Rạp Ngọc Khánh, Rạp CGV Vincom Center Nguyễn Chí Thanh, Rạp CGV Mipec Tower:
- 6 cụm rạp tại Hà Nội đã tham gia trình chiếu bộ phim trong 5 ngày diễn ra LHP. Trung tâm Chiếu phim Quốc gia là nơi duy nhất phát hành vé cho tất cả các cụm rạp, tất cả các suất chiếu đều miễn phí, 29 tháng 10 – 5 tháng 11 
  - Trung tâm Chiếu phim Quốc gia: có 75 suất chiếu với các phim tranh giải ở hai hạng mục quan trọng nhất là phim truyện dài và phim ngắn tranh giải. Ngoài ra còn có phim Asean, phim Ấn Độ, phim trong chương trình Toàn cảnh điện ảnh thế giới. Các suất chiếu mở màn: chiều Thứ Ba, ngày 1 tháng 11, thay vì sau lễ khai mạc như trước
  - Rạp Tháng Tám và rạp Kim Đồng: có 50 suất chiếu, trong đó 28 suất chiếu phim Việt Nam, 5 suất chiếu phim Ý và 17 suất chiếu phim trong chương trình Toàn cảnh Điện ảnh Thế giới.
  - Rạp Ngọc Khánh: có 24 suất chiếu, trong đó 3 suất chiếu phim ngắn, 3 suất chiếu phim Việt Nam, 6 suất chiếu trong chương trình Toàn cảnh Điện ảnh Thế giới, 7 suất chiếu phim Asean, 5 suất chiếu phim Ý.
  - Rạp CGV Vincom Center Nguyễn Chí Thanh
  - Rạp CGV Mipec Tower

Chiếu và chiếu phim ngoài trời - Quảng trường Tượng đài Lý Thái Tổ:
- Phim Miracle in Milan với buổi trình diễn thời trang Ý của nhà thiết kế Riccardo Bianco, 2 tháng 11
- Phim tài liệu SMTown: The Stage và phần giao lưu với ca sĩ Hàn Quốc Jis và Juni nhóm Offroad, 3 tháng 11
- Phim Taxi, What's Your Name? / Taxi, em tên gì? với buổi trình diễn thời trang áo dài của nhà thiết kế Lan Hương, 4 tháng 11

## Ban giám khảo, cố vấn

### Chương trình phim dự thi (Competition)

#### Phim dài (Feature-Length Film)
- Ông Régis Wargnier: đạo diễn, nhà sản xuất, nhà biên kịch - Chủ tịch
- Bà Geraldine Chaplin: diễn viên - Thành viên
- Ông Adoor Gopalakrishnan: đạo diễn, nhà sản xuất, nhà biên kịch - Thành viên
- Bà Maria Izadora Calzado: diễn viên - Thành viên
- Ông Đào Bá Sơn: đạo diễn, diễn viên - Thành viên

#### Phim ngắn (Short Film)
- Ông Maxine Williamson: đạo diễn - Chủ tịch
- Ông Philip Cheah: nhà làm phim - Thành viên
- Bà Nguyễn Thị Phương Hoa: đạo diễn - Thành viên

#### Mạng lưới khuyến khích điện ảnh châu Á (NETPAC's Award)
- Ông Eduardo Lejano: đạo diễn, nhà báo - Chủ tịch
- Ông Ehud Aloni: đạo diễn - Thành viên
- Ông Đoàn Minh Tuấn: biên kịch, nhà báo - Thành viên

### Trại sáng tác HANIFF (The HANIFF Campus) và Chợ dự án phim (The Film Market)

#### Giảng viên
- Ông Jo Sung-hee: đạo diễn - Lớp đạo diễn
- Ông Kwon Seong-hwi: biên kịch - Lớp biên kịch
- Bà Maike Mia Höhne: người phụ trách hạng mục Phim ngắn của Liên hoan phim quốc tế Berlin - Lớp diễn xuất

#### Giám khảo
- Ông Nguyễn Phan Quang Bình: đạo diễn, nhà sản xuất
- Bà Nguyễn Thị Hồng Ngát: nhà biên kịch
- Bà Susan Lee: người đại diện Hiệp hội Điện ảnh Hoa Kỳ
- Ông John Badalu: đại diện Liên hoan phim quốc tế Berlin tại khu vực Đông Nam Á
- Ông Olivier Stroh: giám đốc chương trình Canal+
- Ông Jonathan Foo: đạo diễn, nhà sản xuất

## Chương trình Phim dự thi

### Phim dài
12 phim được chọn để tranh giải ở hạng mục Phim dài:
| Tựa                            | Đạo diễn                    |
| ------------------------------ | --------------------------- |
| Birds with Large Wings         | Dr. Biju                    |
| Blossoming Into a Family       | Hayashi Hiroki              |
| Cemetery of Splendour          | Apichatpong Weerasethakul   |
| Fundamentally Happy            | Lei Yuan Bin, Tan Bee Thiam |
| Green Carriage                 | Oleg Assadulin              |
| Inadaptable                    | Ebrahim Ebrahimian          |
| Trúng số                       | Dustin Nguyễn               |
| Marguerite                     | Xavier Giannoli             |
| One Way Trip                   | Choi Jeong-yeol             |
| Ordinary People                | Eduardo Roy Jr.             |
| Remember                       | Atom Egoyan                 |
| Tôi thấy hoa vàng trên cỏ xanh | Victor Vu                   |

Chú thích
- Thanh giá  thể hiện phim C16 (cấm trẻ em dưới 16 tuổi)

### Phim ngắn
30 phim được chọn để tranh giải ở hạng mục Phim ngắn, được chia làm 5 buổi chiếu phim:
Buổi 1:
- Mr. Mirror Man (Phim hoạt hình, 10′)
- Three Variations on Ofelia (15′)
- The Bridge (18′)
- Love Comes Later (10′)
- A New Home (15′)
- I Love Anna (11′)
- Young Mother on Vài Thai Peak / Người mẹ trẻ trên đỉnh Vài Thai (Phim tài liệu, 29′)

Buổi 2:
- Suspendu (15′)
- To the Top (17′)
- Day Before Chinese New Year (Phim tài liệu, 23′)
- God Must Be Deaf (Phim hoạt hình, 8′)
- Sweet Bloom of Nighttime Flower (15′)
- Dedicated to Grandpa Điều / Dành tặng ông Điều (Phim tài liệu, 23′)

Buổi 3:
- Study of a Singaporean Face (Phim tài liệu, 4′)
- Heart of the Land (Phim tài liệu, 30′)
- Distance Between Us (27′)
- Different (6′)
- Seide (12′)
- Another City / Một thành phố khác (25′)

Buổi 4:
- Sibol (18′)
- Agus and Agus (16′)
- Kousayla (20′)
- The Moon of Seoul (22′)
- Everlasting Hope / Vọng phu nơi đầu sóng (Phim tài liệu, 30′)

Buổi 5:
- White Cat and Black Cat / Mèo Trắng và Mèo Mun (Phim hoạt hình, 10′)
- The Surfaces / Những mặt phẳng (Phim hoạt hình, 10′)
- The Sunflower / 'Bông hoa mặt trời (Phim hoạt hình, 10′)
- Aspiration for Life / Khát vọng người (Phim tài liệu, 28′)
- Pleco Fish / Cá dọn bể (13′)
- Tomorrow / Ngày mai (15′)

## Chương trình Phim không dự thi
Những bộ phim đã được chọn cho các chương trình chiếu ngoài chương trình phim dự thi:
Chú thích
- Thanh giá  thể hiện phim C16 (cấm trẻ em dưới 16 tuổi)

### Phim chiếu mở màn
- I, Daniel Blake – Ken Loach

### Chương trình Toàn cảnh Điện ảnh Thế giới

#### Phim dài
- 3 Heroines / 3 Srikandi – Iman Brotoseno
- 3/4 – Maike Mia Höhne
- All of a Sudden / Auf Einmal – Aslı Özge
- Candy Boys / お江戸のキャンディー – Reona Hirota
- Certified Dead – Marrie Lee
- Cinemawala / সিনেমাওয়ালা – Kaushik Ganguly
- Destiny / 喜禾 – Zhang Wei
- Drought and Lies / دروغ, فیلم خشکسالی و دروغ – Pedram Alizadeh
- Fate of a Man / Судьба человека – Sergei Bondarchuk
- I Am Nojoom, Age 10 and Divorced / أنا نجوم بنت العاشرة ومطلقة – Khadija al-Salami
- Immortality / جاودانگی – Mehdi Fard Ghaderi
- Indochine – Régis Wargnier
- Invisible / Imbisibol – Lawrence Fajardo
- Junction 48 / ג'נקשן 48 – Udi Aloni
- Lantouri / لانتوری – Reza Dormishian
- Lenin Park / Parque Lenin – Itziar Leemans, Carlos Mignon
- Let Her Cry / ඇගේ ඇස අග – Asoka Handagama
- Lost Daughter / 台灣電影網 – Chen Yujie
- Louder Than Bombs – Joachim Trier
- Love, Supermoon – Wan Hasliza Wan Zainuddin
- Love, Lies / 해어화 – Park Heung-sik
- Masaan / मसान – Neeraj Ghaywan
- My Skinny Sister / Min lilla syster – Sanna Lenken
- Nakom – Kelly Daniela Norris, T. W. Pittman
- News from Planet Mars / Des nouvelles de la planète Mars – Dominik Moll
- Next to Me /  Pored mene – Stevan Filipović
- Paradise Trips – Raf Reyntjens
- Paths of the Soul / གངས་རིན་པོ་ཆེ (冈仁波齐) – Zhang Yang  (Documentary)
- River / ང་པོ། (河) – Sonthar Gyal
- Shadow Kill / നിഴൽക്കുത്ത് – Adoor Gopalakrishnan
- Southside with You – Richard Tanne
- Son of Saul / Saul fia – László Nemes
- Sunka Raku / Sunka Raku: Alegría Evanescente – Hari Sama  (Documentary)
- Tandem – King Palisoc
- The Brand New Testament / Le Tout Nouveau Testament – Jaco Van Dormael
- Timgad – Fabrice Benchaouche
- Walnut Tree / Жаңғақ тал – Yerlan Nurmukhambetov
- Wastelands – Miriam Heard
- White Lies, Black Lies / 失控謊言 – Lou Yian
- Wolf Totem / 狼图腾 – Jean-Jacques Annaud
- Yen's Life / Cuộc đời của Yến – Đinh Tuấn Vũ

#### Phim ngắn
Chùm phim ngắn Berlinale: Buổi 1
- A Man Returned (30′)
- Freud and Friends (30′)
- Ten Meter Tower / Hopptornet (17′)
- In the Soldier's Head (Phim hoạt hình, 4′)
- Moms On Fire (Phim hoạt hình, 13′)

Chùm phim ngắn Berlinale: Buổi 2
- Batrachian's Ballad / Balada de um Batráquio (Phim tài liệu, 11′)
- Love (Phim hoạt hình, 15′)
- Personne (15′)
- Reluctantly Queer (8′)
- Jin Zhi Xia Mao / Anchorage Prohibited (Phim tài liệu, 16′)

"7 chữ cái" - Chùm phim ngắn Singapore
- Cinema (20′)
- That Girl (18′)
- The Flame (17′)
- Bunga Sayang (12′)
- Pineapple Town (15′)
- Parting (12′)
- GPS (Grandma Position System) (23′)

Chùm phim ngắn quốc tế
- When the Heron Flies (18′)
- Barnyard Acer (Phim hoạt hình, 15′)
- The Last Supper (6′)
- Pickman's Model (Phim hoạt hình, 11′)
- Operation Commando (21′)
- Zéro m2 (19′)
- The Dog's Lullaby (10′)
- A Halt (6′)
- The Teacher and Flowers / El maestro y la flor (Phim hoạt hình, 9′)
- Returned (12′)

### Chương trình Tiêu điểm: Điện ảnh Ấn Độ
- Brother Bajrangi / Bajrangi Bhaijaan – Kabir Khan (2015)
- In Greed We Trust / Moh Maya Money – Munish Bhardwaj (2016)
- Interrogation / Visaranai – Vetrimaaran (2015)
- Sohra Bridge – Bappaditya Bandopadhyay (2016)
- The Quest / Pather Sandhan – Sikta Biswas (2016)

### Chương trình Điện ảnh Ý
- Caterina in the Big City / Caterina va in città – Paolo Virzì (2003)
- Journey to Italy / Viaggio in Italia – Roberto Rossellini (1954)
- Me, Them and Lara / Io, loro e Lara – Carlo Verdone (2010)
- Miracle in Milan / Miracolo a Milano – Vittorio De Sica (1951)
- Rocco and His Brothers / Rocco e i suoi fratelli– Luchino Visconti (1960)

### Chương trình Điện ảnh ASEAN
- Above It All / ນ້ອຍ (Noy) – Anysay Keola
- Coffee Philosophy / Filosofi Kopi – Angga Dwimas Sasongko
- Diamond Island / កោះពេជ្រ – Davy Chou
- Jagat / ஜாகட் – Shanjey Kumar Perumal
- The Island Funeral / มหาสมุทรและสุสาน (Maha samut lae susaan) – Pimpaka Towira
- The Return / 回乡 – Green Zeng
- Water Lemon – Lemuel Lorca
- What's So Special About Rina? / Ada Apa Dengan Rina – Harlif Haji Mohamad, Farid Azlan Ghani
- Zodiac 12: Five Steps of Love / 12 chòm sao: Vẽ đường cho yêu chạy – Vũ Ngọc Phượng

### Chùm phim Việt Nam đương đại
- Bao giờ có yêu nhau / I'll Wait – Dustin Nguyễn
- Chàng trai năm ấy / Dandelion – Nguyễn Quang Huy
- Cô hầu gái / The Housemaid – Derek Nguyen
- Em là bà nội của anh / Sweet 20 – Phan Gia Nhật Linh
- Mỹ nhân / Beautiful Woman – Đinh Thái Thụy
- Nhà tiên tri / The Prophecy – Vương Đức
- Người trở về / Returnee – Đặng Thái Huyền
- Nữ đại gia / The Rich Woman – Lê Văn Kiệt
- Quyên / Farewell, Berlin Wall – Nguyễn Phan Quang Bình
- Taxi, em tên gì? / Taxi, What's Your Name? – Đỗ Đức Thịnh, Đinh Tuấn Vũ
- Tấm Cám: Chuyện chưa kể / Tam Cam: The Untold Story – Ngô Thanh Vân
- Thầu Chín ở Xiêm / Ho Chi Minh in Siam – Bùi Tuấn Dũng
- Trên đỉnh bình yên / On the Peaceful Peak – Hữu Mười
- Truy sát / Tracer – Cường Ngô
- Yêu / Love – Việt Max

### Chiếu phim ngoài trời
- SMTown: The Stage – Bae Sung-sang  (Phim tài liệu)

## Danh sách đề cử và chiến thắng
Chú thích
Tựa phim thể hiện phim giành giải xuất sắc nhất
Tựa phim thể hiện phim giành giải Ban giam khảo

### Phim dài
| Phim dài xuất sắc nhất & Giải Ban giám khảo - Hồi ức – Atom Egoyan - Ngày tươi đẹp – Choi Jeong-yeol - Gia đình – Eduardo Roy Jr. - Gia đình nở hoa – Hayashi Hiroki - Tôi thấy hoa vàng trên cỏ xanh – Victor Vũ | Đạo diễn xuất sắc nhất - Eduardo Roy Jr. – Gia đình - Choi Jeong-yeol – Ngày tươi đẹp - Atom Egoyan – Hồi ức                                                                |
| Diễn viên nam chính xuất sắc nhất - Christopher Plummer – Hồi ức (vai Zev Guttman) - Joshua Lim – Hạnh phúc căn bản (vai Eric Sim Guang Yeow) - Ronwaldo Martin – Gia đình (vai Aries)                            | Diễn viên nữ chính xuất sắc nhất - Hasmine Killip – Gia đình (vai Jane) - Ninh Dương Lan Ngọc – Trúng số (vai Thơm) - Adibah Noor – Hạnh phúc căn bản (vai Habiba Hj Salam) |
| Biểu dương đặc biệt của Ban giám khảo - Tôi thấy hoa vàng trên cỏ xanh – Victor Vũ | |

### Phim ngắn
| Phim ngắn xuất sắc nhất & Giải Ban giám khảo - Ba thay đổi của Ofelia – Paulo Riqué - Trái tim của Đất – Kaisa 'Kaika' Astikainen - Gương mặt người Singapore – Kan Lume, Megan Wonowidjoyo - Một thành phố khác – Phạm Ngọc Lân - Những mặt phẳng – Trần Khánh Duyên | Đạo diễn trẻ xuất sắc nhất - Phạm Ngọc Lân – Một thành phố khác |

### Giải NETPAC
| Giải Mạng lưới khuyến khích điện ảnh châu Á (NETPAC) - Chuyến xe màu xanh – Oleg Assadulin |

### Giải thưởng khác: People's Choice Awards
| Giải Phim dài dự thi hay nhất do khán giả bình chọn - Trúng số – Dustin Nguyễn | Giải Khán giả bình chọn phim Việt Nam được yêu thích nhất - Taxi, em tên gì? – Đỗ Đức Thịnh, Đinh Tuấn Vũ |

## Giải thưởng các chương trình trong khuôn khổ

### Trại sáng tác HANIFF (The HANIFF Campus)
- Học viên xuất sắc nhất - Lớp đạo diễn (Best Student Director): Lê Quỳnh Anh, Hà Nguyễn Quang Thái, Nguyễn Lương Diệu Hằng
- Học viên xuất sắc nhất - Lớp biên kịch (Best Student Screenwriter): Đào Thu Hằng
- Học viên xuất sắc nhất - Lớp sản xuất (Best Student Producer): Nguyễn Hà Lê

### Chợ dự án phim (The Film Market)
| Dự án xuất sắc nhất (Best Project) | Giải thưởng của Ban giám khảo (Jury's Award) |
| --- | -------------------------------------------- |
| - One Summer Day - Roommate Service - XXYY - 7 Bullets - Culi Never Cries (Con cu li không bao giờ khóc) - Those Who Survive - Han Mac Tu prequel (Hàn Mặc Tử ngoại truyện) - Song in My Heart | - Roommate Service                           |